# Christian Bassedas
Christian Gustavo Bassedas (Buenos Aires, 16 febbraio 1973) è un dirigente sportivo, allenatore di calcio ed ex calciatore argentino, di ruolo centrocampista, direttore sportivo del Vélez Sarsfield.

## Palmarès

### Giocatore

#### Club

##### Competizioni nazionali
- Campionato argentino: 4

Vélez Sársfield: Clausura 1993, Apertura 1995, Clausura 1996, Clausura 1998

##### Competizioni internazionali
- Coppa Libertadores: 1

Vélez Sársfield: 1994
- Coppa Intercontinentale: 1

Vélez Sársfield: 1994
- Coppa Interamericana: 1

Vélez Sársfield: 1996
- Supercoppa Sudamericana: 1

Vélez Sársfield: 1996
- Recopa Sudamericana: 1

Vélez Sársfield: 1997

#### Nazionale
- Giochi panamericani: 1

1995
- Argento olimpico: 1

Atlanta 1996